# Louiseville
Louiseville – miasto w Kanadzie, w prowincji Quebec, w regionie Mauricie i MRC Maskinongé. Położone jest nad północnym brzegiem jeziora Saint-Pierre.
Liczba mieszkańców Louiseville wynosi 7 433. Język francuski jest językiem ojczystym dla 97,6%, angielski dla 0,9% mieszkańców (2006).

## Współpraca
Miejscowość partnerska:
- Cerfontaine, Belgia